# Долгуша (Липецкая область)
Долгу́ша — село, центр Долгушинского сельского поселения Долгоруковского района Липецкой области.

## География
Село Долгуша находится в восточной части Долгоруковского района, в 23 км к востоку от села Долгоруково. Располагается на берегах (большей частью на левом) реки Снова, при впадении в неё ручья Долгуша (Долгушка), в длинном логу.

## История
Долгуша возникла в середине XVII века. Первоначально называлась Долгим, от слова долгий — «длинный», здесь — длинный лог. 
Ранее также именовалась как «Архангельское», по названию первого в этой местности храма.
Первое упоминание церкви относится к 1676 году. Сохранившаяся доныне церковь была возведена в 1878 году на месте более раннего храма, от которого сохранилась только колокольня, сооруженная в 1794 году.
В «Списке населённых мест Воронежской губернии» отмечается 1859 года Долгуша значится как два села: казённое (государственное), в котором 110 дворов и 892 жителя, и частное — 39 дворов, 528 жителей. При обоих сёлах значится одна церковь.
В начале XX века Долгуша — крупное село с развитой торговлей и сельскохозяйственным производством, в котором до начала XIX века работала суконная фабрика, а в XIX веке и винокуренный завод.
Через село проходила одна из важнейших дорог, связывающая Елец и Землянск — «Елецкая скотопрогонная дорога». Также, ежегодно, 20 июля (3 августа по новому стилю) проходила ярмарка, на которой местные и приезжие купцы торговали красным товаром, деревенскими продуктами и изделиями. Населяли преимущественно крестьяне, потомки однодворцев, мелкие купцы.
В 1900 году в Долгуше отмечается 216 дворов, в которых проживают 1508 человек. По переписи 1926 года Долгуша — центр сельсовета, в ней 352 двора, 1889 жителей. В 1932 году — 2252 жителя.
В XIX — начале XX века относилась к Нижнеломовецкой, позже к Калабинской волости Землянского уезда Воронежской губернии.
С 1928 года Долгуша входит в состав Долгоруковского района Елецкого округа Центрально-Чернозёмной области. После разделения ЦЧО, Долгоруковский район, а вместе с ним и село, вошёл в состав Орловской области. После образования в 1954 года Липецкой области, район включён в её состав.

## Население
| 1859 | 1897  | 1900  | 1926  | 1932  | 2010 | 2011 |
| ---- | ----- | ----- | ----- | ----- | ---- | ---- |
| 1442 | ↗1457 | ↗1508 | ↗1889 | ↗2252 | ↘261 | →261 |

### Легенда
Рядом с селом проходила Батыева Дорога т.е. дорога, по которой проходили воины Батыя. Имя предводителя орд потихоньку стиралось из памяти народной. А. Зачиняев в начале нашего века отмечал: «Эпические предания Задонского и Землянского уездов сосредоточены главным образом около XV—XVI века, хотя изредка и слышатся смутные рассказы про татарского атамана Батея, сильного и могучего богатыря, избивавшего всех встречающихся людей, сжигавшего села и деревни, не щадившего даже церквей Божиих. «Когда он проходил мимо с. Долгуши (Землянского у.), говорил нам один старик, то Господь послал туман и закрыл церковь и село — оно тогда небольшое было — так и прошел стороною, не тронул у нас никого. Где шел он, так и небо-то матушка побелело от этого. С того и прозывается оно Батевой дорогой. Так сказывали старики, заключил он». Эта легенда имеет под собой вполне реальную историческую почву. Батый действительно начал поход на Рязань именно с воронежских мест. 

## Достопримечательности

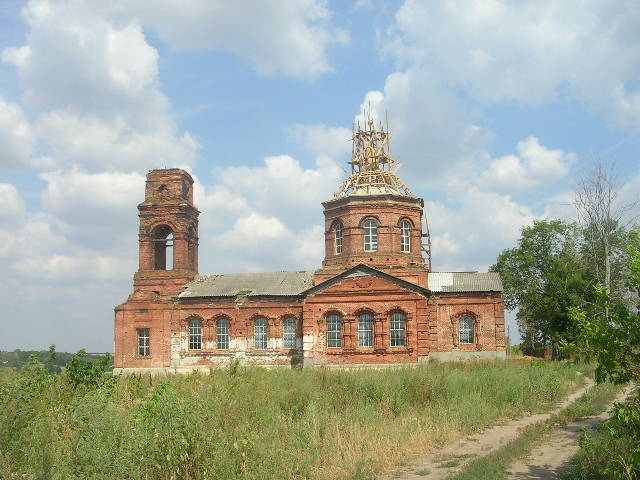
Храм Илии Пророка

- Церковь Илии Пророка 1878 года с колокольней 1794 года. Имеет региональный охранный статус. С 2010 года начались работы по реставрации церкви.

В 1884 году храм описывается так: «Церковь Пророка Илии в селе Долгуше, Землянского уезда, каменная с колокольнею, построена в 1794 году. Земли усадебной, по выписи с книг Елецкого уезда письма и межеванья Тихона Комынина и подъячаго Тимофея Труфанова, хранящейся с 1721 года (но сколько не сказано), по той же выписи причту дозволяется въезжать в леса и дубравы села Долгуши. Пахотной и сенокосной земли в двух писцовых дачах 45 (в 1-й — 32, во 2-й — 13 десятин). На эту землю есть план и межевая книга. Причт получает % с 100 рублей (положенных за поминовение). Прихожан 905 душ. В приходе деревни: Малая Слепушка, Чаадеева и Даниловка».
- На сельском кладбище памятник односельчанам, погибшим в годы Великой Отечественной войны.

## Транспорт
Через Долгушу проходит шоссе, связывающее Долгоруково и Задонск. Грунтовыми дорогами связана с Нижним Ломовцом, Слепухой и деревней Чаадаевка.
Пассажирское сообщение осуществляется автобусом, курсирующим по маршруту Долгоруково — Долгуша.

## Известные жители
- Лазарев, Егор Иванович. Герой Советского Союза посмертно, участвовал в боях за Днепр, в форсировании Припяти. Родился и вырос в Долгуше.